# Louis Ancillon
Louis Ancillon (zm. 1720) – był holenderskim dyplomatą. Od roku 1705 służył jako sekretarz (secretaris) posła holenderskiego do Berlina (1704-16) Christiaan Carel van Lintelo. W roku 1716 przejął stanowisko szefa. Ancillon pozostał na berlińskiej placówce do śmierci. Francuskie brzmienie nazwiska pochodziło stąd, że jego przodkami byli hugenoci. 